# Brieuil-sur-Chizé
Brieuil-sur-Chizé é uma comuna francesa na região administrativa da Nova Aquitânia, no departamento de Deux-Sèvres. Estende-se por uma área de 8,06 km². Em 2010 a comuna tinha 126 habitantes (densidade: 15,6 hab./km²).